# Стамп эн гоу
Стамп эн гоу (англ. Stamp and Go) — рыбные фриттеры из сушёной солёной рыбы (трески) в ямайской кухне . Это часть ямайского завтрака . Его называют одним из оригинальных фаст-фудов на Ямайке. Предполагается, что необычное название произошло от британских парусных кораблей XVIII века. Если офицер спешил что-то сделать, он отдавал приказ «Stamp and Go!» («Топай-беги!»).
Фриттеры готовят из рыбы с мукой, молоком и разрыхлителем, добавляют нарезанные кусочками помидоры, сладкий перец и зелёный лук. Считается также что секрет вкусных оладий – в травах и специях, добавляемых в тесто. Обычно это чёрный перец, шотландский капот, тимьян, чеснок и другие. Сушёную рыбу предварительно отмачивают в горячей воде и разделяют на волокна вилкой.
Небольшие рыбные оладьи часто подают с острыми соусами. Большие популярны на завтрак и часто использовались в качестве провизии для путешественников .